# Rhododendron buxifolium
Rhododendron buxifolium är en ljungväxtart som beskrevs av Low och Joseph Dalton Hooker. Rhododendron buxifolium ingår i släktet rododendron, och familjen ljungväxter. Utöver nominatformen finns också underarten R. b. robustum.

## Bildgalleri

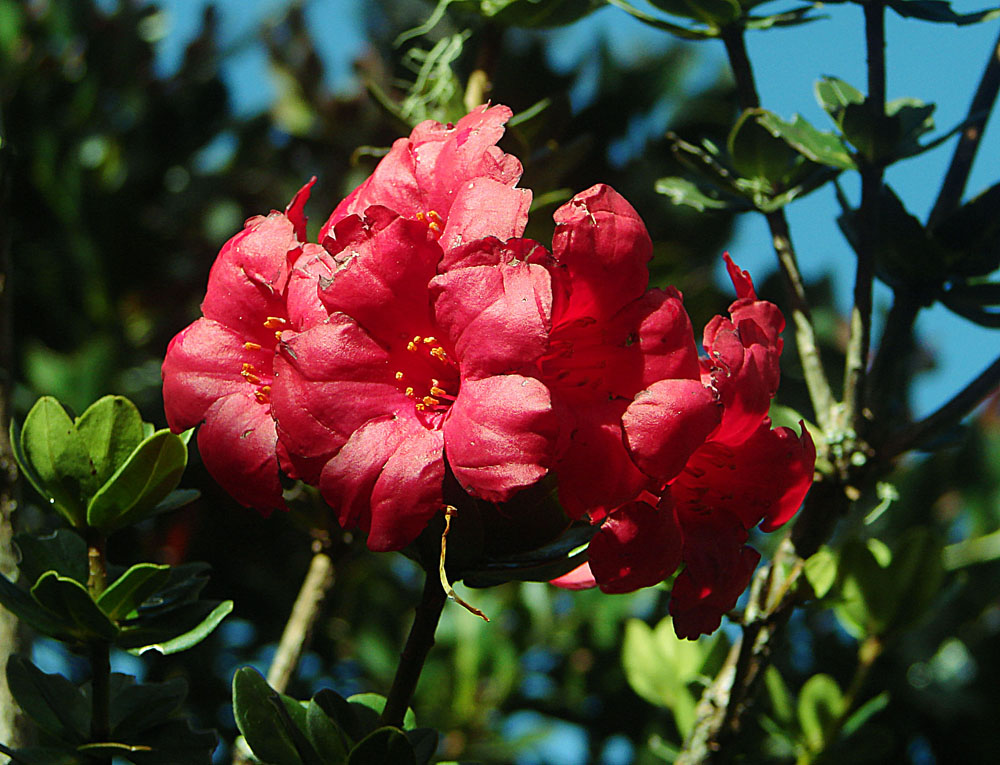